# Evangelische Kirche (Kirchvers)

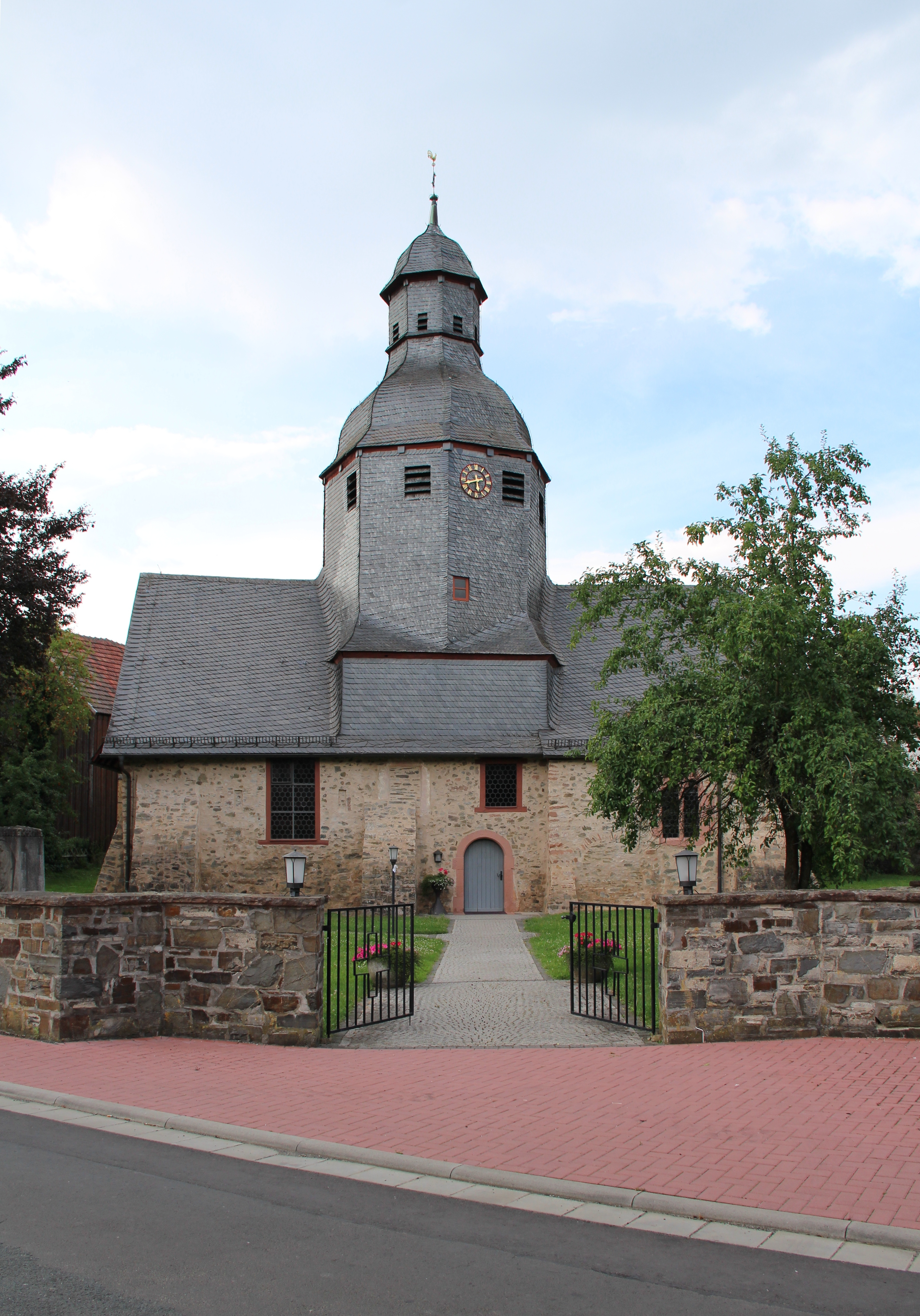
Kirche in Kirchvers von Süden

Die Evangelische Kirche in Kirchvers in der Gemeinde Lohra im Landkreis Marburg-Biedenkopf (Hessen) ist eine im Kern spätromanische Saalkirche aus der Zeit um 1300. Das denkmalgeschützte Bauwerk mit geradem Chorschluss wird von einem mächtigen barocken Dachturm mit Haube von 1701 beherrscht. Sie gehört zur Kirchengemeinde Lohra III im Kirchenkreis Marburg der Evangelischen Kirche von Kurhessen-Waldeck.

## Geschichte

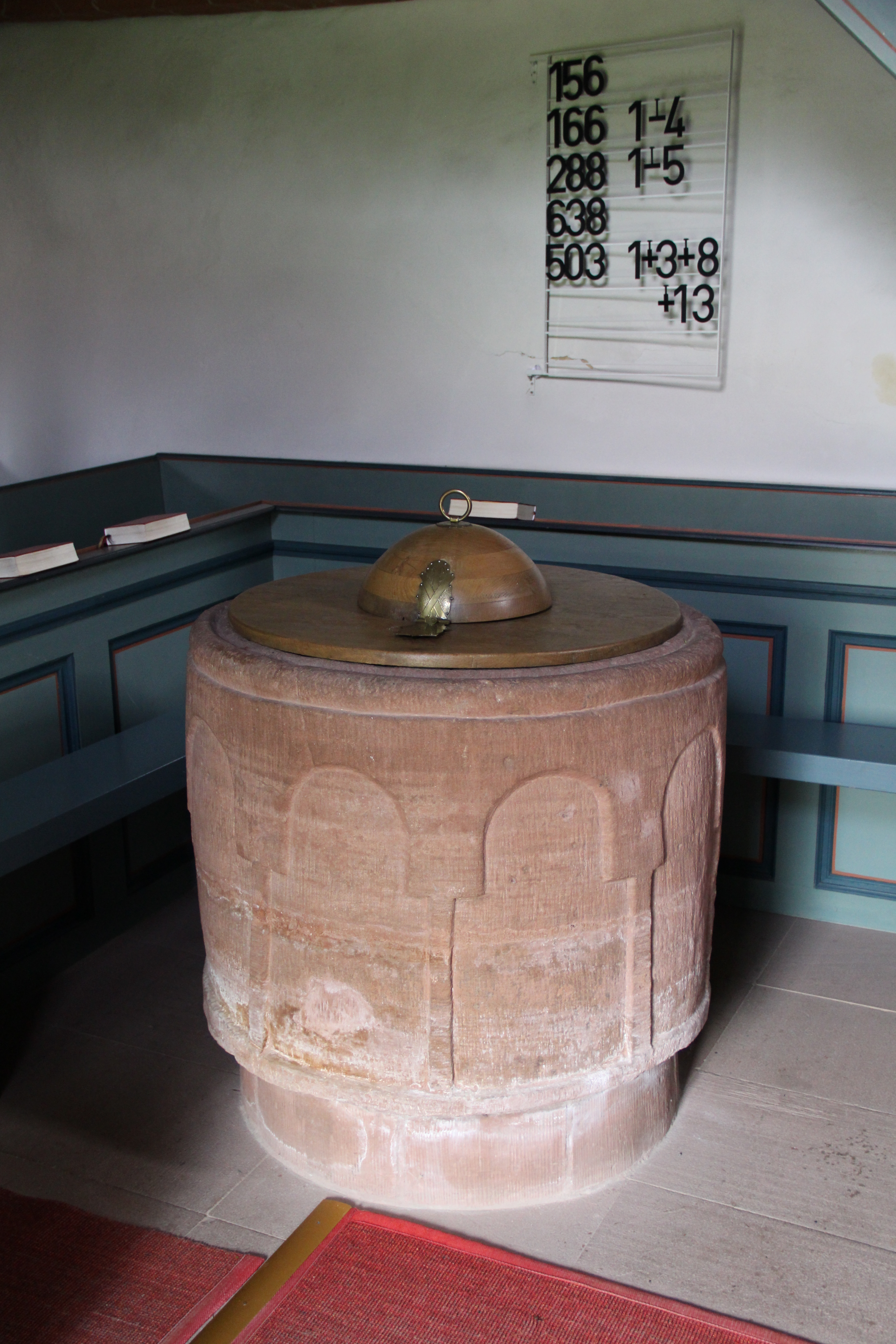
Taufbecken aus romanischer Zeit

Obwohl Kirchvers im Jahr 1130 erstmals erwähnt wird, ist eine Pfarrei erst für 1468 bezeugt. Weipoltshausen war als Filiale eingepfarrt. Die Kirche war bereits in kürzerer Form um 1300 erbaut worden und hatte statt des Dachturms vermutlich nur einen Dachreiter. Wegen der unmittelbaren Nähe zur Vers wurde vermutet, dass die Kirche innerhalb der alten Wasserburg errichtet worden sein soll.
Im späten Mittelalter unterstand Kirchvers in kirchlicher Hinsicht dem Sendbezirk Lohra und war dem Dekanat Amöneburg im Archidiakonat St. Stephan in der Erzdiözese Mainz zugeordnet.
Mit Einführung der Reformation wechselte Kirchvers ab 1526 zum lutherischen Bekenntnis. Um 1538 ist Volprecht Fischer von Gießen als evangelischer Pfarrer nachgewiesen. Im Jahr 1590 wurde Rodenhausen, das bis dahin eine selbstständige Pfarrei war, „zur besseren Subsistenz“ des Kirchverser Geistlichen nach Kirchvers eingepfarrt. Im Jahr 1605 wechselte die Kirchengemeinde zum reformierten Bekenntnis, um 1624 endgültig zum lutherischen zurückzukehren.
Die kleine mittelalterliche Kirche wurde im Jahr 1602 nach Westen erweitert und im Inneren mit einer Holztonne ausgestattet. Im Zusammenhang mit einer neuen Pflasterung des Bodens durch „Tyroler Maurer“ im Jahr 1653 wurden die Emporen erstmals erwähnt. Das Kirchengestühl für die Frauen wurde 1663 geschaffen, das Ostfenster aus gotischer Zeit 1680 eingebaut. Von 1701 bis 1703 folgte aufgrund von Baufälligkeit eine umfassende Erneuerung der Kirche. Gewölbe und Teile der Kirchenausstattung wie Empore und Kirchengestühl wurden verändert und das Dach neu eingeschiefert. Der vormalige kleinere Dachreiter wurde durch den heutigen ersetzt. Bei einer Sanierung im Jahr 1778 wurden die Kirchenmauern durch Strebepfeiler verstärkt. Das Gestühl und die Emporen erhielten einen Ölanstrich und die Brüstungen Malereien mit biblischen Motiven.
Im Jahr 1904 wurde der untere Teil der Ostwand abgerissen und in geringerer Stärke neu aufgeführt. Eine Sanierung der Kirche fand von 1929 bis 1932 statt. In diesem Rahmen wurde der umliegende Kirchhof aufgeräumt und ausgelassen und die verbliebenen Grabsteine an der Kirche aufgestellt. 1938 wurde beim Umbau eines Stalles das romanische Taufbecken wiederentdeckt, das als Futterkasten gedient hatte. Es erhielt einen Deckel und wurde anstelle des Pfarrstuhls in der Kirche aufgestellt. Die Männerempore erhielt 1953 neue Bänke. Nach einer Kirchenrenovierung 1961/1962 folgte von 1996 bis 1999 eine umfassende Renovierung in drei Bauabschnitten und 2002/2003 eine weitere Innensanierung.

## Architektur

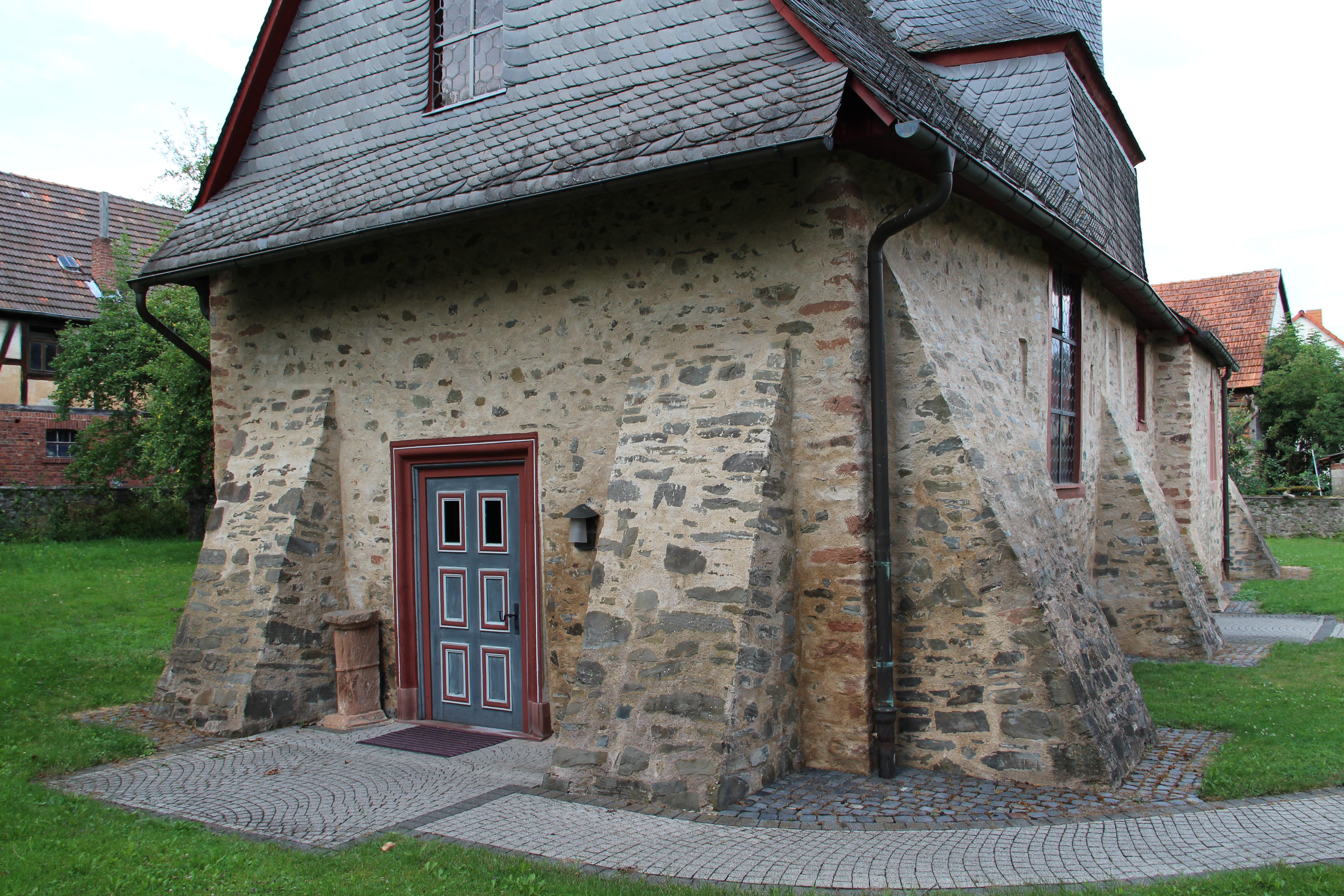
Blick auf die westliche Giebelseite

Der nicht exakt geostete, sondern etwas nach Nordost ausgerichtete Rechteckbau aus unverputztem Bruchsteinmauerwerk mit geradem, etwas breiterem Chorschluss ist im Ortszentrum errichtet. Teile der alten Friedhofsmauer sind im Norden und Osten erhalten. Dem Satteldach ist mittig ein oktogonaler Turm mit Haube aufgesetzt. Der überaus mächtige Dachreiter, der fast die gesamte Breite des Langhauses einnimmt, entwickelt sich aus einer querrechteckigen Basis oberhalb der Traufe. Der achtseitige Schaft hat an jeder Seite oben ein kleines rechteckiges Schallloch für das Geläut. An der Südseite ist seit 2001 das Zifferblatt der Turmuhr angebracht. Ein geschweiftes Dach leitet zu einer Laterne mit kleinen Schalllöchern und einer Welschen Haube über, die von einem Turmknauf, Kreuz und Wetterhahn bekrönt wird. Die Glockenstube beherbergt ein Vierergeläut. Die älteste Glocke wurde 1480 gegossen und trägt die Inschrift * ave * maria * gracia * plena. Eine Glocke von 1780 musste 1942 zu Kriegszwecken abgeliefert werden, entging aber dem Einschmelzen und wurde 1946 vom Hamburger Glockenfriedhof abgeholt und wieder im Turm aufgehängt. Zwei nach dem Zweiten Weltkrieg angeschaffte Glocken vervollständigen das Geläut.
Östlich des heutigen rundbogigen Südportals ist die Baunaht zu erkennen, die den Anbau des Langhauses an den etwas breiteren Chor anzeigt. Das Südportal ist mit der Jahreszahl 1602 bezeichnet, als der Westteil angebaut wurde. Rechts der Baunaht ist das alte Rundbogenportal vermauert. An der westlichen Giebelseite ist eine hochrechteckige Tür eingelassen. Der Chor wird durch zwei gotische Fenster mit Gewänden aus rotem Sandstein belichtet, ein schmales Ostfenster mit flachem Spitzbogen und ein zweibahniges Maßwerkfenster mit Vierpass im spitzbogigen Giebelfeld in der Südwand. Über dem Südportal ist ein kleines Rechteckfenster und weiter westlich ein größeres hochrechteckiges Fenster eingelassen. Dazwischen ist ein Rechteckfenster vermauert. In die verschieferten Giebeldreiecke ist jeweils ein Rundbogenfenster eingelassen. Bis auf ein kleines quadratisches Fenster ist die Nordseite fensterlos. Die Langseiten werden von je drei und die Westseite von zwei Strebepfeilern gestützt. Ein breiter flacher Strebepfeiler ist um die Südostecke herum angebracht.
Außen sind an den Langseiten der Kirche und an der Friedhofsmauer insgesamt zehn barocke Grabsteine aus rotem Sandstein aufgestellt, die zwischen 1718 und 1733 gefertigt wurden. Drei erinnern an Kirchverser Pfarrer, die anderen sieben an Verstorbene aus der reichen Bauernschicht. Sie stammen wahrscheinlich alle aus Marburger Werkstätten, die meisten aus der Werkstatt von Johann Friedrich Sommer und seinem Sohn Johann Philipp Friedrich Sommer.

## Ausstattung

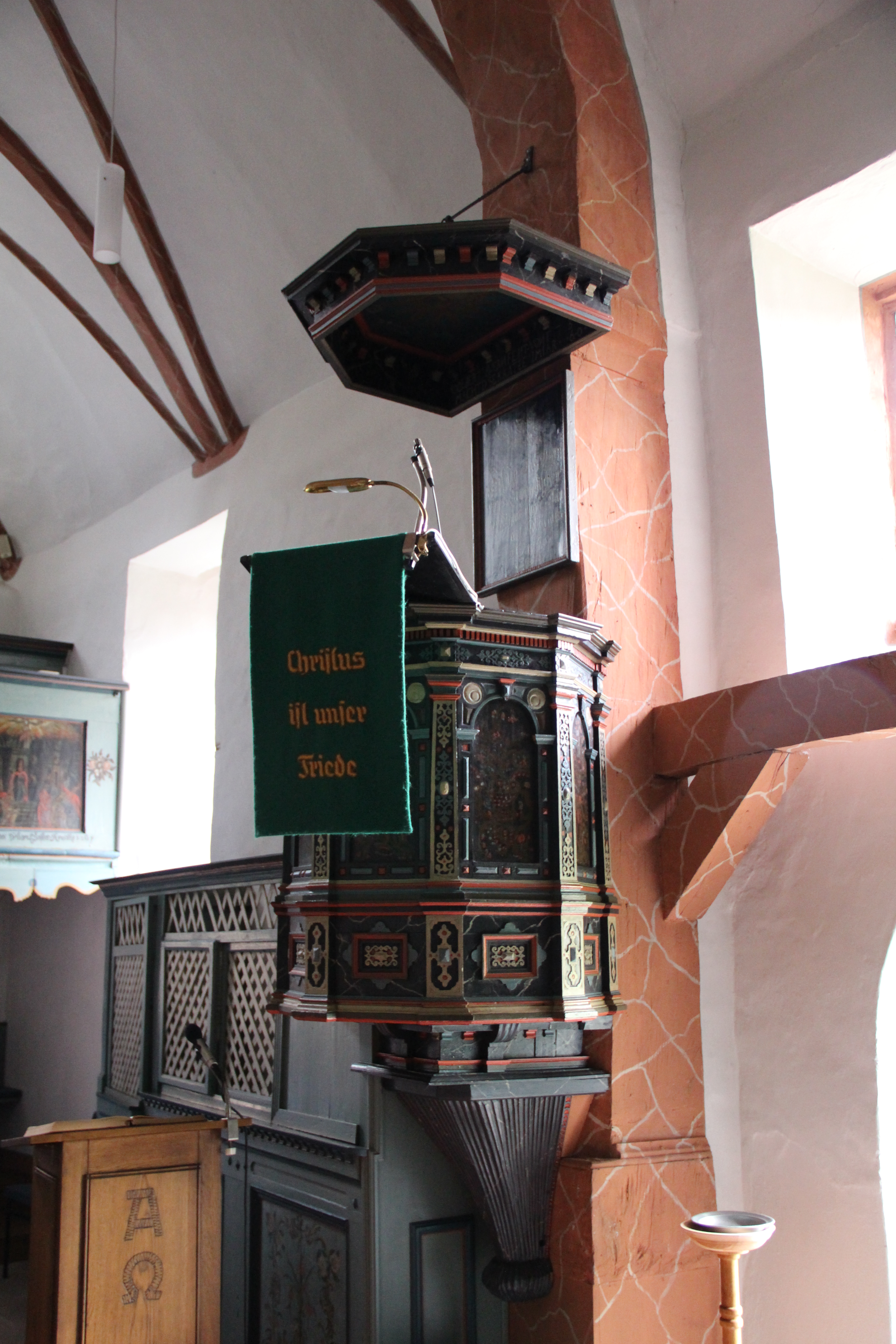
Renaissancekanzel

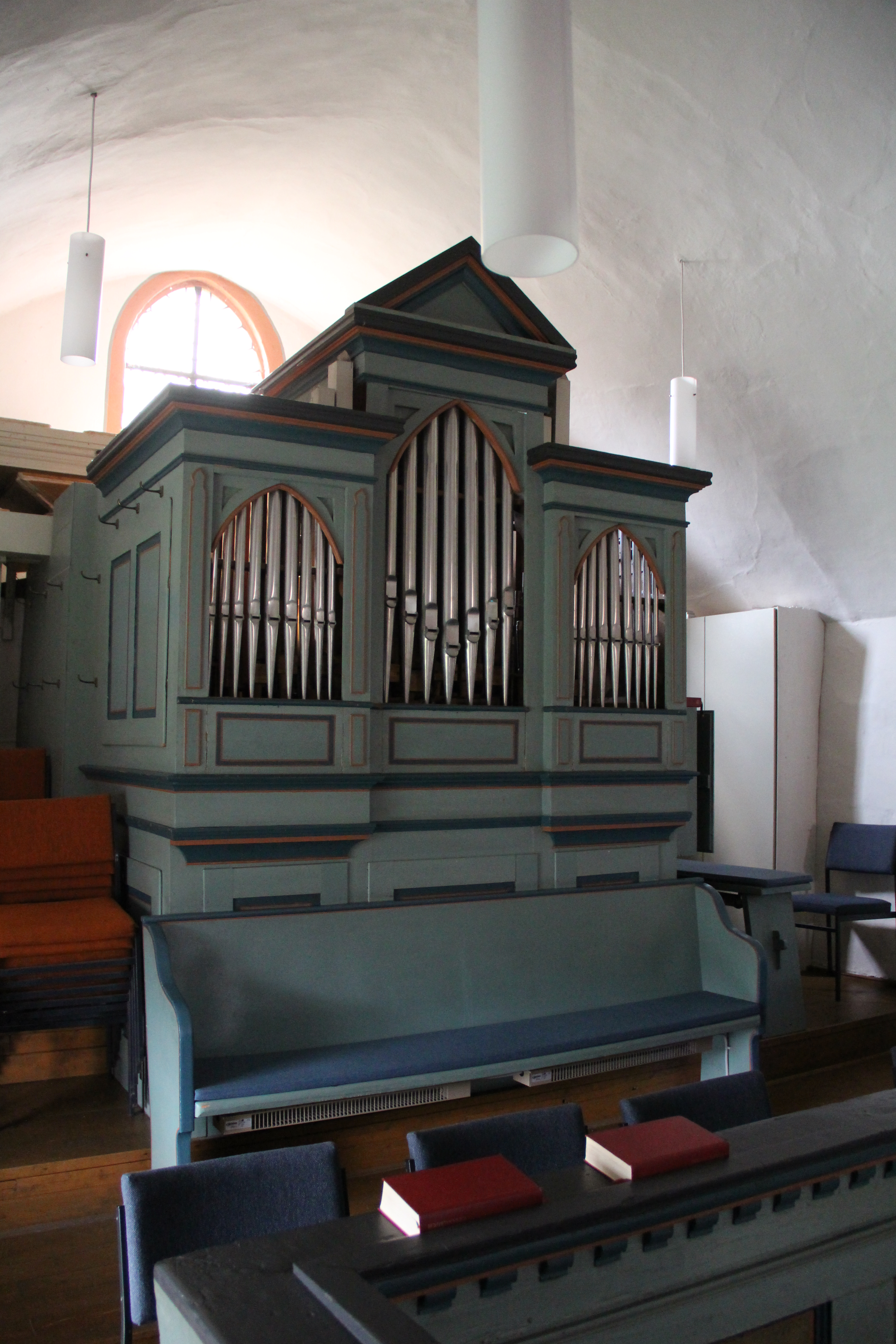
Orgel von 1899

Das Innere wird durch ein spitzbogiges Holztonnengewölbe von 1602 abgeschlossen, das im Chor Kreuzrippen erhalten hat. Zwei marmoriert bemalte Gurtbögen auf hölzernen Pfeilern stützen das Dach. Die meisten der hölzernen Ausstattungsstücke weisen eine Fassung in verschiedenen Grüntönen auf.
Älteste Inventarstücke sind das romanische Taufbecken mit Rundbogenfries über schmalen Lisenen und die mittelalterliche Mensaplatte auf dem Blockaltar. Aus gotischer Zeit stammt eine hochrechteckige Sakramentsnische mit vergitterter Tür in der nördlichen Chorwand. Östlich davon sind gotische Malereien des 14. Jahrhunderts erhalten, die Figuren in Rankenwerk zeigen, möglicherweise den Einzug in Jerusalem und die heilige Anna und Barbara. Weitere Malereien im Chorraum, die aus dem 18./19. Jahrhundert stammen, stellen Engel mit Blasinstrumenten in Wolken dar.
Die polygonale hölzerne Renaissancekanzel mit sechsseitigem Schalldeckel wurde um 1600 im Stil des Manierismus gefertigt. Sie ist an der Südseite am östlichen Gurtbogen angebracht und reich mit Beschlagwerk verziert. Der Kanzelkorb hat an den Feldern Rundbögen zwischen Eckpilastern. Ein angeschlossener Pfarrstuhl hat im oberen Teil durchbrochenes Rautengitterwerk. Der Korpus des Altarkruzifixes ist alt.
Die hölzernen Emporen des 17. Jahrhunderts sind umlaufend und ruhen auf gegliederten Säulen mit Marmorbemalung. Nur der Bereich von Kanzel und Pfarrstuhl wird ausgespart. Die Emporen tragen Brüstungsmalereien des Malers Assmann aus Gladenbach-Weidenhausen von 1788, die 1963 wieder freigelegt wurden. Sie zeigen alttestamentliche Szenen, die Evangelisten und Szenen aus dem Leben Jesu. Das seltene Motiv „Christus, der Schlangentreter“ und mindestens eine alttestamentliche Szene sind auf Leinwand ausgeführt und dann eingeklebt, die übrigen Bilder direkt auf Holz gemalt. Das Bild vom Jüngsten Gericht neben der Kanzel hing ursprünglich an der Empore wie auch sechs weitere Bilder, die im Zuge des Umbaus der Kirchverser Empore nach Weipoltshausen gelangten. Der Bilderzyklus umfasst insgesamt 30 Bilder.
Eine erste Orgel wurde 1899 durch den Orgelbauer Heinrich Eichhorn aus Weilmünster auf die Westempore eingebaut. Das seitenspielige Instrument verfügt über sieben Register, die auf einem Manual und Pedal verteilt sind. Der Prospekt hat drei Spitzbogenfelder, die durch Lisenen gegliedert werden. Das überhöhte Mittelfeld wird von einem Dreiecksgiebel bekrönt. 1953 wurde der Spieltisch erneuert. 1985 folgte eine Restaurierung der Orgel.